# Ułamek niewłaściwy
Ułamek niewłaściwy – ułamek, w którym licznik jest większy lub równy mianownikowi. Każdą liczbę naturalną lub mieszaną można zapisać w postaci ułamka niewłaściwego.
Przykłady: {\displaystyle {\tfrac {3}{3}},\;{\tfrac {7}{7}},\;{\tfrac {95}{12}},\;{\tfrac {84}{1}}.}